# ドン・ジョンソン
ドニー・ウェイン “ドン”・ジョンソン（Donnie Wayne "Don" Johnson, 1949年12月15日 - ）は、アメリカ合衆国の映画俳優、ロックシンガー。
1984年から放映された刑事ドラマ『特捜刑事マイアミ・バイス』ソニー・クロケット役で不精ヒゲを生やし、T-シャツにサングラスのラフなスタイルで人気となる。テレビドラマのプロデューサーとして『捜査官ジーナ』を製作総指揮している。一時は映画界への転身を図ったが再びテレビ界に戻り、製作・主演を兼ねたのが、1996年から放映されたドラマ『刑事ナッシュ・ブリッジス』である。

## 人物概要
ミズーリ州出身。カンザス大学在学中からロックバンドで活動。卒業後はアメリカン・コンサーバトリー・シアターで演劇を学んだ。1960年代に映画デビュー。そして1973年『青い接触』、1975年『少年と犬』というカルト的な2作品で知名度を上げた。1975年『グッバイ・ドリーム』ではニック・ノルティと共演、1977年にはテレビドラマにも主演しはじめ『ザ・シティー』のヒットで一躍青春スターとなった。一転、1984年の『傷だらけの帰還』では、心に傷を持つ帰還兵という役を演じた。
髭と長髪がトレードマークで、口髭や顎鬚が良く似合った。ワイルドでクールながら温厚で知的な個性は日本でも人気を呼び、彼のキャラクターを巧く生かした刑事ドラマ『特捜刑事マイアミ・バイス』のソニー・クロケット役が当たり役となった。パイロット版の成功で、のちにシリーズ化。1984年に放送がスタートし5年間も続いた。  この作品では、フィル・コリンズ、イギー・ポップやウィリー・ネルソンらミュージシャンがゲスト出演した他、自らもシンガーとして、1986年に『ハートビート』を発表し、同タイトルトラックは全米シングルチャートで5位を記録するヒットとなった。
その後、再び映画に移ったが、しばし『特捜刑事マイアミ・バイス』をなぞるようなキャラクターが続く。しかし、1991年『ハーレーダビッドソン&マルボロマン』での飄々とした存在感で再び脚光を浴びた。そして1992年『ギルティ/罪深き罪』では強烈な犯罪者を演じ、1995年の『遥かなる栄光』では渋い老保安官を演じた。また、チーチ・マリンとは同年に公開されたケヴィン・コスナー主演の『ティン・カップ』で共演している。

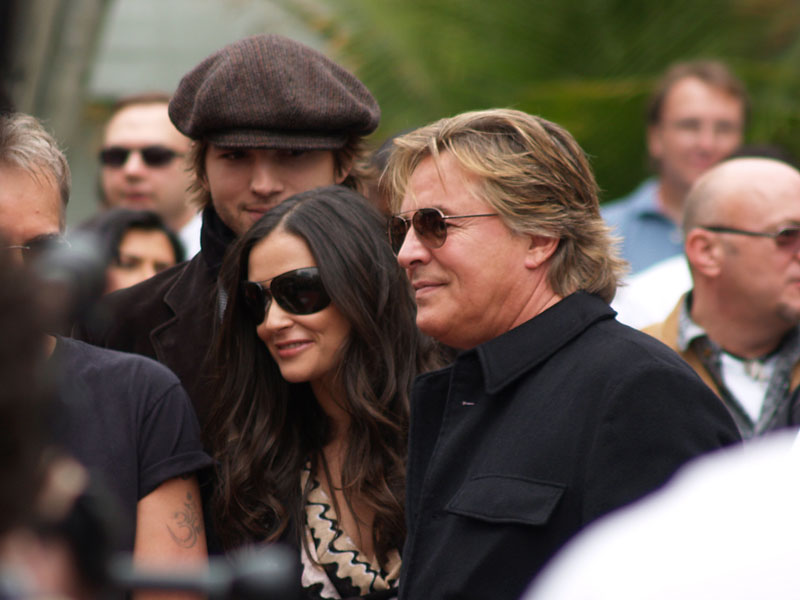
ドン・ジョンソン、 デミ・ムーアとアシュトン・クッチャー2006年のハリウッド・ウォーク・オブ・フェーム

1996年からスタートした『刑事ナッシュ・ブリッジス』シリーズでは、スタイリッシュでコミカルな中年刑事、ナッシュ・ブリッジスで注目され、これまでにないヒーロー像を開拓。このシリーズにおいてはチーチ・マリン扮する相棒ジョー・ドミンゲス刑事との掛け合いやナッシュの家族との交流、サンフランシスコを舞台としたダイナミックな追跡劇などが人気となり、第6シーズンまで製作される大ヒット・ロングランテレビドラマとなった。尚、日本ではビデオ先行リリースで『処刑調書』という題で1996年に上陸した。
2010年、このドラマで生じた利益を巡る裁判で2320万ドル（約20億8800万円）の支払い命令で勝訴した（要求額は1億ドル（約90億円））。米CBSネットワークで1996年から2001年放送の人気刑事ドラマ『刑事ナッシュ・ブリッジス』で主役ナッシュ・ブリッジスを演じていたドン・ジョンソンが、同番組を制作したライシャー・エンターテインメントを相手取り起こした裁判で勝訴。裁判官はドンの訴えを認め、ライシャー・エンターテインメントに賠償金2320万ドル(約20億5000万円)の支払いを命じた。
米『ロサンゼルス・タイムズ』が報じた内容によると、ロサンゼルス上級裁判所の陪審員は7月7日、ドンに、契約不履行で訴えられていたライシャー・エンターテインメントと同社現社長クオリア・キャピタルに11対1で有罪評決を下した。
ドンは2009年2月17日に、ライシャー・エンターテインメントとドンが結んだ契約書に「ドラマが66話以上続けば、50%の著作権をドンに与える」「番組の利益収入のうち50%をドンに与える」と明記されているが、それが実行されていないと告訴。ドンは製作総指揮者も務めており、122話放送された『刑事ナッシュ・ブリッジス』の「著作権利益の50%を得る権利がある」と主張。各地方局がライシャー・エンターテインメントに支払った放送権購入費1億5千万ドル（日本円で約140億円）からの支払い、経済的損害の支払いを求めると共に、オンラインや携帯用コンテンツとしてドラマを配信する権利も求めていた。
これに対してライシャー・エンターテインメント側は、『刑事ナッシュ・ブリッジス』制作には莫大なコストがかかっており、それほどの利益を上げているわけでないと強調。ドンに対しては、出演時に数千万ドルを支払っており、要求は不当だと主張していた。
勝訴判決を受けてドンは、「裁判などしたくはなかったが、正義のため、正当な報酬を得るため、契約履行のため、戦わなくてはならない時もある」「芸術家として、前に進むことが大事だ」と喜びのコメントを寄せている。
80年代の人気テレビドラマ『特捜刑事マイアミ・バイス』で大ブレイクしたドンは、『刑事ナッシュ・ブリッジス』でも大きな人気を集めていたが、2004年に自己破産手続きをしたり、スーパーマーケットから「つけを支払わない」と訴えられたりと、金銭面ではトラブルが続いていた。
1986年と1989年にミュージシャンとしてアルバムを発表している。

## プライベート

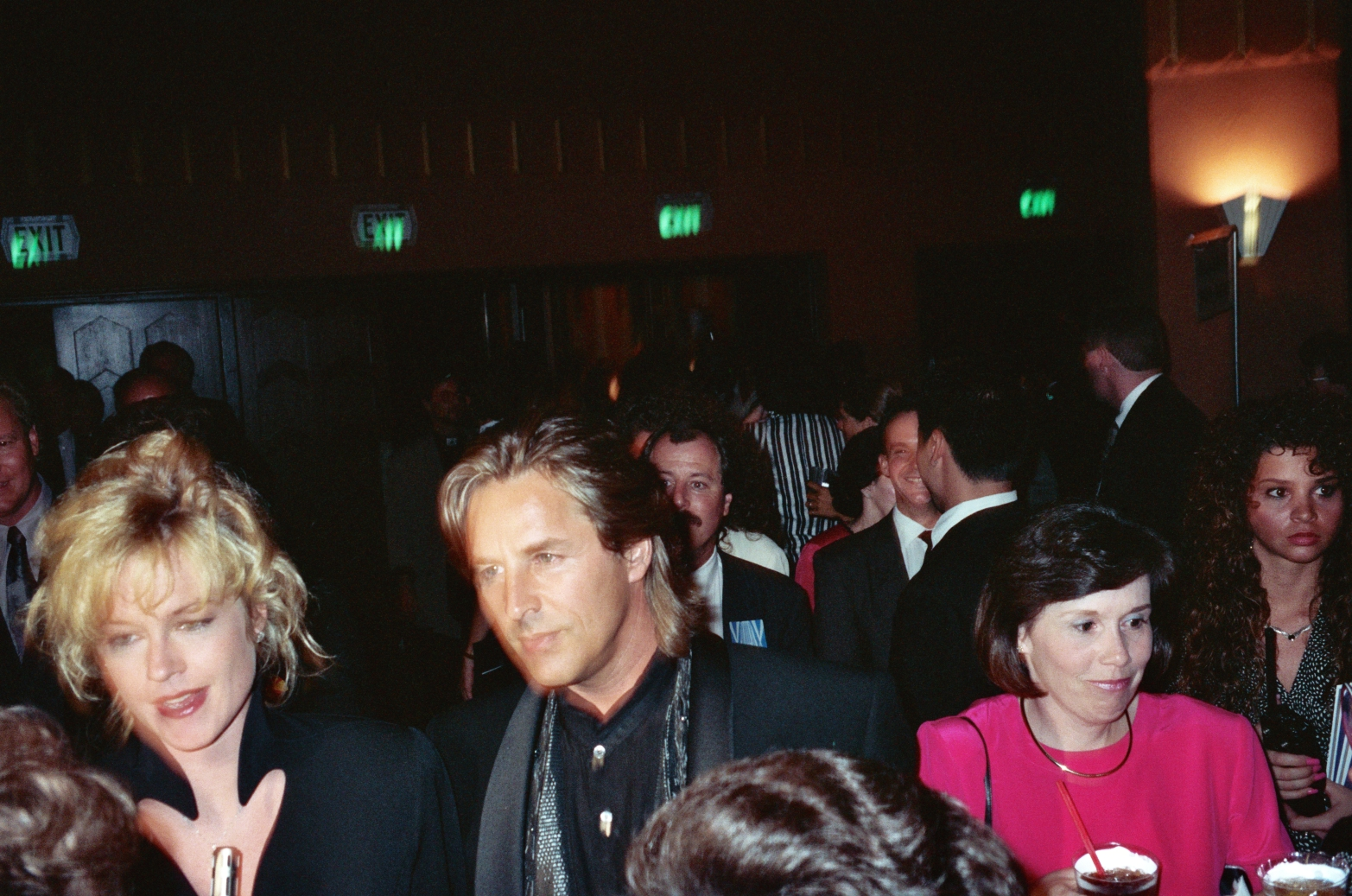
1990年

若い頃はイーグルスの連中と遊びまわっていたプレイボーイ。1960年代に2度結婚しているが、相手の名前は明らかになっていない。なかでもメラニー・グリフィスとは彼女が14歳の時に出会い、15歳で同棲、1976年に一度結婚したものの翌年に離婚。

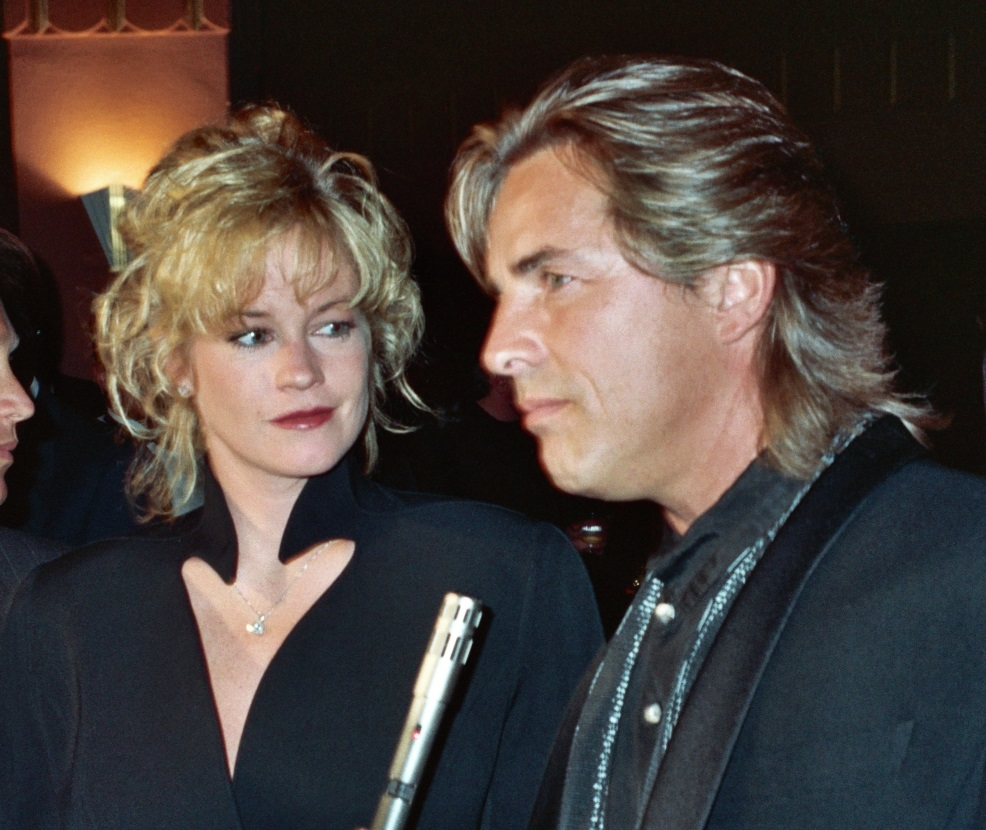
ドン・ジョンソンとメラニー・グリフィス

1988年に縒りを戻し子供を一人儲ける（女優ダコタ・ジョンソン）が、1994年にまたも離婚。二度ともドンの浮気が原因と、スキャンダラスな話題も先行して報じられた。1981年から1985年まで女優のパティ・ダーバンヴィルと暮らし、ダーバンヴィルとの間にも息子が一人いる（俳優のジェシー・ウェイン・ジョンソン）。その後1988年までバーブラ・ストライサンドとも浮名を流した。
1999年に再婚し息子2人と娘がいる。

## ディスコグラフィ

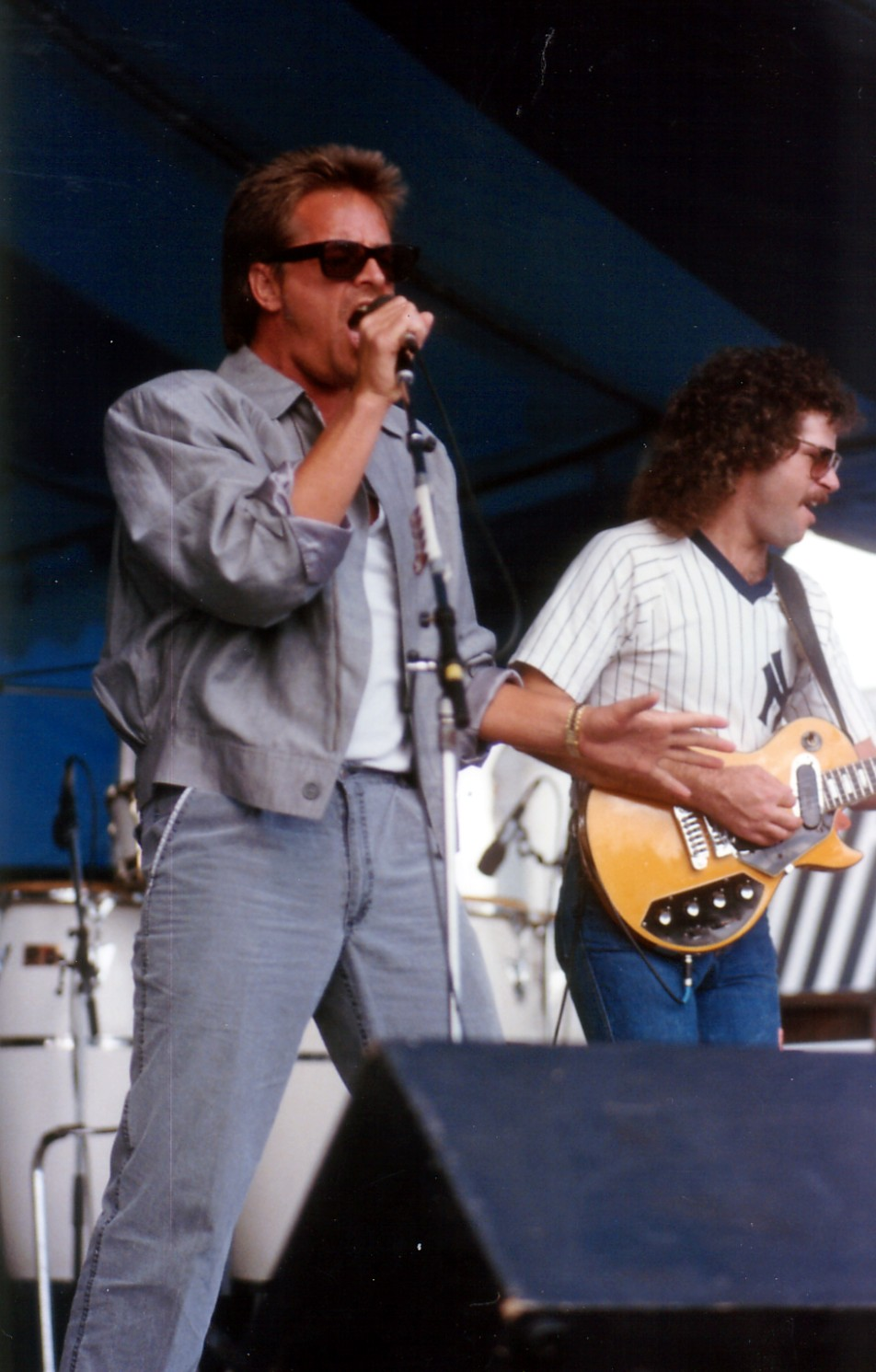
オールマン・ブラザーズ・バンドとドン・ジョンソン

- 『Heartbeat』（1986年）-シングル
- 『Heartache Away』（1986年）-シングル
- 『Voice On A Hotline』（1987年）-シングル
- 『Till I Loved You』（1988年）-シングル
- 『Tell It Like It Is』（1989年）-シングル
- 『Other People's Lives』（1989年）-シングル
- 『Heartbeat』(1986年) - アルバム
- 『Till I Loved You』(1988年) - アルバム
- 『LET IT ROLL』(1989年) - アルバム

## パワーボート
パワーボートに初めて乗ったのは「特捜刑事マイアミ・バイス」のパイロットフィルム（第1話）の撮影のときだったとNYタイムズのインタビューで語っている。マイアミ・バイスのシーズン2以降でウェルクラフト社が販売する「KV38スカラベ」が使用されると同社には注文が殺到、ウェルクラフトは売上に貢献したジョンソンにドラマと同じ塗装を施したレプリカモデル「マイアミバイス エディション」のうちの１艇を贈った。
その後ジョンソンはウェルクラフトと提携して「ドン・ジョンソン シグネーチャーシリーズ」の開発に携わった。これは同社の43エクセルシリーズをベースに、650馬力のランボルギーニ製V型12気筒エンジン2基を搭載するモンスターボートで、当時の価格で約47万ドルと言われる。
全米で開催されるパワーボートレースにも参戦したが、始めたころは金持ちスターの道楽と見なされ「アルマーニのスーツにグッチの白いローファーを履いてボートを操縦しているそうだ」などとマイアミバイスの主人公になぞられて揶揄されたりもした。しかしすぐに好成績を残すようになり、レース界で彼の実力が認められるまでさほど時間を要しなかったという。1988年のキーウェストでは"Team Gentry"のボートを操縦して優勝している。
1989年、ドナルド・トランプはニュージャージー州アトランティックシティに築いたカジノリゾートの客寄せのため、レース会場をアトランティックシティに招致した。通常パワーボートレースはフロリダ州キーウェストのような穏やかな海で行なわれるが、アトランティックシティの外洋は常に波が高く、高速で滑走するボートにとって非常に危険であり開催前から不評であった。実際このレースでは1艇がクラッシュして操縦士1名が即死する事故が起きており、ジョンソンが立ち上げた”Team USA”の艇を含む半数以上が完走できなかった。
しかしながら、未だ多くが単胴船だった時代にジョンソンが自ら選んだボートは荒れた海にも強いカタマラン（双胴）艇で、ジョンソンの選択が正しかったことを証明した形となり彼の評価につながった。また、このときトランプはジョンソンを呼び出してチームのスポンサーになる話を持ち掛け、ボートの両舷側に ”TRUMP CASTLE” のロゴを入れさせた。2019年11月にジミー・キンメルショーにゲスト出演した際、この成り行きを冗談を交えながら語っている。
1990年、俳優仲間のカート・ラッセルを”Team USA”のスロットルマンとして招き入れた。レース会場ではメラニー・グリフィス（ジョンソンの元妻）とゴールディ・ホーン（カート・ラッセルの妻）が一緒に応援する姿が見られたが、いつもドンと行動を共にしていたメラニーと違って、ゴールディは夫が事故を起こさないか不安でレース会場に訪れることは稀だった。同じ時期に"Team Popeyes/Diet Coke"のチャック・ノリスとも対戦している。

## フィルモグラフィ

### 映画

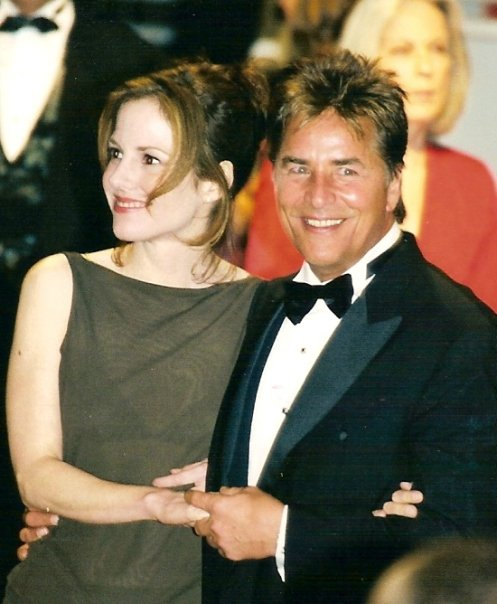
グッバイ・ラバーで共演したドンとメアリー＝ルイーズ・パーカー1998年のカンヌ国際映画祭

| 公開年 放映年 | 邦題 原題                                                              | 役名                                      | 備考                      | 吹替                                          |
| ------------- | ---------------------------------------------------------------------- | ----------------------------------------- | ------------------------- | --------------------------------------------- |
| 1970          | The Magic Garden of Stanley Sweetheart                                 | スタンレー・スウィートハート              |                           | N/A                                           |
| 1971          | ウェスタン・ロック ザカライヤ Zachariah                                | マシュー                                  |                           | （吹き替え版なし）                            |
| 1971          | Lollipops and Roses                                                    | Frank                                     |                           | N/A                                           |
| 1973          | 青い接触 The Harrad Experiment                                         | スタンリー・コール                        |                           | （吹き替え版なし）                            |
| 1975          | 少年と犬 A Boy and His Dog                                             | ヴィク                                    |                           | （吹き替え版なし）                            |
| 1975          | グッバイ・ドリーム Return to Macon County                              | ハーレイ・マッコイ                        |                           | （吹き替え版なし）                            |
| 1975          | Lollipops and Roses at Burong Talangka                                 | Franky                                    |                           | N/A                                           |
| 1976          | Law of the Land                                                        | Quirt                                     | テレビ映画                | N/A                                           |
| 1977          | ザ・シティー The City                                                  | ブライアン・スコット                      | テレビ映画                |                                               |
| 1977          | Cover Girls                                                            | Johnny Wilson                             | テレビ映画                | N/A                                           |
| 1978          | スキーリフト殺人事件 Ski Lift to Death                                 | マイク・スローン                          | テレビ映画                |                                               |
| 1978          | The Two-Five                                                           | Charlie Morgan                            | テレビ映画                | N/A                                           |
| 1978          | ピンナップ・ガール/裸の天使 Katie: Portrait of a Centerfold            | ガンサー                                  | テレビ映画                | TBA（テレビ朝日版）                           |
| 1978          | First, You Cry                                                         | Daniel Easton                             | テレビ映画                | N/A                                           |
| 1978          | ルパン三世 ルパンVS複製人間 en:The Mystery of Mamo                     | 科学者(マモーの研究所) （ノンクレジット） | 日本のアニメ映画 声の出演 | 西村晃（原語版）                              |
| 1979          | Amateur Night at the Dixie Bar and Grill                               | Cowboy                                    | テレビ映画                | N/A                                           |
| 1979          | 自由と愛の大地/第一部 開拓 The Rebels                                  | ジャドソン・フレッチャー                  | テレビ映画                |                                               |
| 1980          | ステップフォード・タウンの謎 Revenge of the Stepford Wives             | アンディ・ブラディ                        | テレビ映画                |                                               |
| 1981          | Elvis and the Beauty Queen                                             | エルヴィス・プレスリー                    | テレビ映画                | N/A                                           |
| 1981          | 世界名作童話 白鳥の湖                                                  | Benno                                     | 日本のアニメ映画 声の出演 | 村山明（原語版）                              |
| 1981          | ソギーボトムの野郎ども〜爆走!エアボート大追跡〜 Soggy Bottom, USA      | ジェイコブ・ゴーチ                        |                           |                                               |
| 1981          | The Two Lives of Carol Letner                                          | Bob Howard                                | テレビ映画                | N/A                                           |
| 1982          | Melanie                                                                | Carl                                      |                           | N/A                                           |
| 1983          | Six Pack                                                               | Brewster Baker                            |                           | N/A                                           |
| 1985          | 長く熱い夜 The Long Hot Summer                                         | ベン・クイック                            | テレビ映画                | 隆大介                                        |
| 1985          | 傷だらけの帰還 Cease Fire                                              | ティム・マーフィー                        |                           |                                               |
| 1987          | G.I.ジョー・ザ・ムービー G.I. Joe: The Movie                           | ファルコン                                | アニメ映画 声の出演       | 森功至                                        |
| 1987          | ハートビート Heartbeat                                                 | ドキュメンタリー映画作家                  | ビデオ映画                |                                               |
| 1988          | スウィートハート・ダンス Sweet Hearts Dance                            | ウィリー・ブーン                          |                           |                                               |
| 1989          | サンタモニカ・ダンディ Dead Bang                                       | ジェリー・ベック                          |                           | 磯部勉（テレビ東京版）                        |
| 1990          | ホット・スポット The Hot Spot                                          | ハリー・マドックス                        |                           | 小川真司（VHS版） 磯部勉（テレビ東京版）      |
| 1991          | ハーレーダビッドソン&マルボロマン Harley Davidson and the Marlboro Man | マルボロ                                  |                           | 大塚明夫（VHS版） 磯部勉（テレビ朝日版）      |
| 1991          | 愛に翼を Paradise                                                      | ベン・リード                              |                           | 樋浦勉                                        |
| 1993          | ボーン・イエスタディ Born Yesterday                                    | ポール・ヴェラール                        |                           | 伊藤和晃                                      |
| 1993          | ギルティ/罪深き罪 Guilty as Sin                                        | デヴィッド・エドガー・グリーンヒル        |                           | 大塚芳忠                                      |
| 1993          | In the Company of Darkness                                             |                                           | テレビ映画 製作総指揮     | N/A                                           |
| 1995          | 遥かなる栄光 In Pursuit of Honor                                       | ジョン・リビー                            | テレビ映画                |                                               |
| 1996          | ティン・カップ Tin Cup                                                 | デヴィッド・シムズ                        |                           | 菅生隆之（ソフト版） 石塚運昇（テレビ朝日版） |
| 1998          | グッバイ・ラバー Goodbye Lover                                         | ベン・ダンモア                            |                           |                                               |
| 2003          | Word of Honor                                                          | Benjamin Tyson                            | テレビ映画 製作、出演     | N/A                                           |
| 2007          | Moondance Alexander                                                    | Dante Longpre                             |                           | N/A                                           |
| 2008          | Bastardi                                                               | Sante Patene                              |                           | N/A                                           |
| 2008          | Lange flate ballær II                                                  | Admiral Burnett                           |                           | N/A                                           |
| 2010          | みんな私に恋をする When in Rome                                        | ベスの父親（ノンクレジット）              |                           | TBA                                           |
| 2010          | マチェーテ Machete                                                     | ヴォン・ジャクソン                        |                           | 大塚芳忠                                      |
| 2011          | ポルノ☆スターへの道 Bucky Larson: Born to Be a Star                    | マイルズ・ディープ                        |                           | （吹き替え版なし）                            |
| 2011          | A Mann's World                                                         | Allan Mann                                | テレビ映画                | N/A                                           |
| 2012          | ジャンゴ 繋がれざる者 Django Unchained                                 | ビッグ・ダディ                            |                           | 辻親八                                        |
| 2014          | コールド・バレット 凍てついた七月 Cold in July                         | ジム・ボブ                                |                           | 石原辰己                                      |
| 2014          | ダメ男に復讐する方法 The Other Woman                                   | フランク                                  |                           | 菊本平                                        |
| 2014          | Alex of Venice                                                         | Roger                                     |                           | N/A                                           |
| 2017          | ヴェンジェンス Vengeance: A Love Story                                 | ジェイ・カートパトリック                  |                           | 落合弘治                                      |
| 2017          | デンジャラス・プリズン -牢獄の処刑人- Brawl in Cell Block 99           | ウォルデン・タッグス所長                  |                           | 宝亀克寿                                      |
| 2018          | また、あなたとブッククラブで Book Club                                 | アーサー                                  |                           | （吹き替え版なし）                            |
| 2018          | Daddy Issues                                                           | Roman                                     | テレビ映画                | N/A                                           |
| 2018          | ブルータル・ジャスティス Dragged Across Concrete                       | カルヴァート                              |                           | TBA                                           |
| 2019          | Vault                                                                  | Gerry                                     | 製作総指揮、出演          | N/A                                           |
| 2019          | ナイブズ・アウト/名探偵と刃の館の秘密 Knives Out                       | リチャード・ドライズデール                |                           | 大塚芳忠                                      |
| 2022          | ハイ・ヒート その女 諜報員 HIGH HEAT                                   | レイ                                      |                           | 楠見尚己                                      |
| 2023          | A Little White Lie                                                     | Ｔ.Wasserman                              |                           | N/A                                           |
| 2023          | ブッククラブ/ネクストチャプター Book Club: The Next Chapter            | アーサー                                  |                           | 安原義人                                      |
| 2024          | レベル・リッジ Rebel Ridge                                             | サンディー・バニー署長                    | Netflixオリジナル作品     | 金尾哲夫                                      |

### テレビ番組

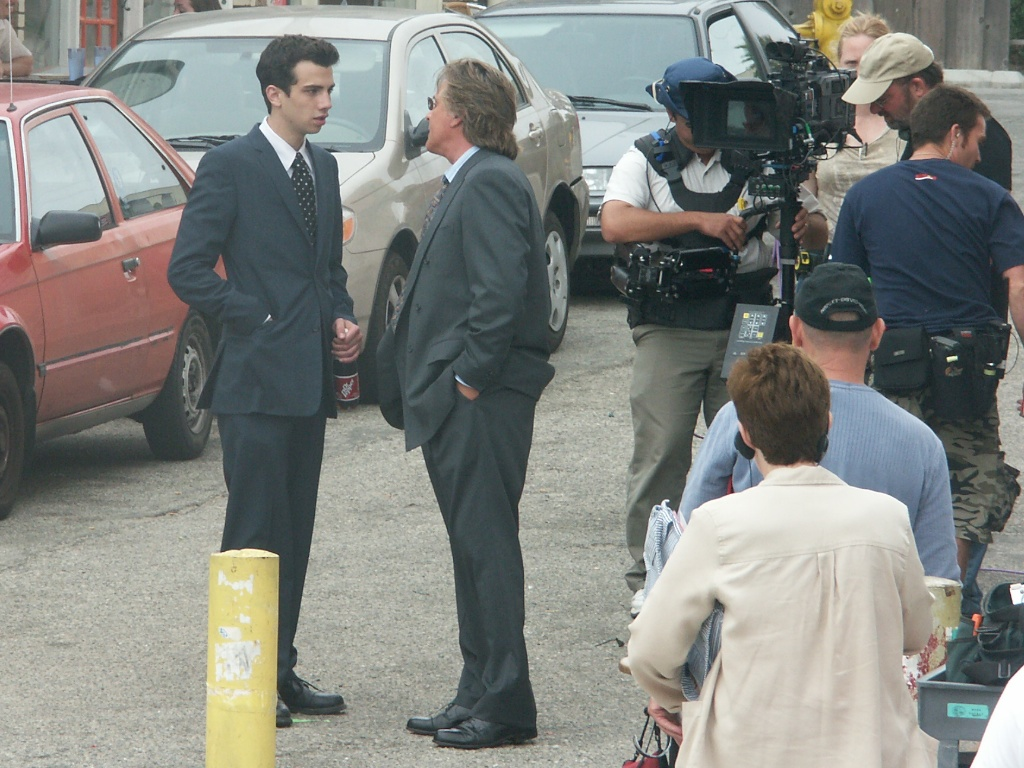
ジャスト・リガール撮影風景

| 放映年    | 邦題 原題                                                                   | 役名                           | 備考                                          | 吹替                                       |
| --------- | --------------------------------------------------------------------------- | ------------------------------ | --------------------------------------------- | ------------------------------------------ |
| 1971      | Sarge                                                                       | Deloy Coopersmith              | 1エピソード                                   | N/A                                        |
| 1972      | The Bold Ones: The New Doctors                                              | Ev Howard                      | 1エピソード                                   | N/A                                        |
| 1972      | Young Dr. Kildare                                                           | Ted Thatcher                   | 1エピソード                                   | N/A                                        |
| 1973      | Kung Fu                                                                     | Nashebo                        | 1エピソード                                   | N/A                                        |
| 1974      | The Rookies                                                                 | Al Devering                    | 1エピソード                                   | N/A                                        |
| 1976      | サンフランシスコ捜査線/ホットドッグ The Streets of San Francisco            | ラリー・ウィルソン             | 1エピソード                                   |                                            |
| 1976      | 名探偵ジョーンズ Barnaby Jones                                              | ウェイン・ロックウッド         | 1エピソード                                   |                                            |
| 1977      | Nashville 99                                                                | Mike Watling                   | 1エピソード                                   | N/A                                        |
| 1977      | Eight Is Enough                                                             | Doug                           | 1エピソード                                   | N/A                                        |
| 1977      | Big Hawaii                                                                  | Gandy                          | 1エピソード                                   | N/A                                        |
| 1977      | ポリス・ストーリー Police Story                                             | リー・モーガン                 | 1エピソード （エドワード・J・オルモスと共演） |                                            |
| 1978      | What Really Happened to the Class of '65?                                   | Edgar                          | 1エピソード                                   | N/A                                        |
| 1978      | The American Girls                                                          | Everett Simms                  | 1エピソード                                   | N/A                                        |
| 1980      | From Here to Eternity                                                       | Jefferson Davis Prewitt        | 1エピソード                                   | N/A                                        |
| 1980      | Beulah Land                                                                 | Bonard David                   | 3エピソード                                   | N/A                                        |
| 1983      | Matt Houston                                                                | Terry Spence                   | 1エピソード                                   | N/A                                        |
| 1985      | Tales of the Unexpected                                                     | Reeve Baker                    | 1エピソード                                   | N/A                                        |
| 1984-1989 | 特捜刑事マイアミ・バイス Miami Vice                                         | ジェームズ・ソニー・クロケット | 111エピソード                                 | 隆大介（テレビ東京版）                     |
| 1995      | The Marshal                                                                 |                                | 製作総指揮                                    | N/A                                        |
| 1996-2001 | 刑事ナッシュ・ブリッジス Nash Bridges                                       | ナッシュ・ブリッジス           | 122エピソード 製作総指揮                      | 野沢那智（テレビ東京版） 小川真司（VHS版） |
| 2005-2006 | ジャスト・リーガル Just Legal                                               | グラント・クーパー             | 8エピソード                                   |                                            |
| 2010-2011 | Glenn Martin DDS                                                            | Grandpa Whitey                 | 4エピソード アニメ 声の出演                   | N/A                                        |
| 2010-2012 | Eastbound & Down                                                            | Eduardo Sanchez Powers         | 5エピソード                                   | N/A                                        |
| 2014      | フロム・ダスク・ティル・ドーン ザ・シリーズ From Dusk Till Dawn: The Series | アール・マクグロー             | 6エピソード                                   | 石原辰己                                   |
| 2015      | Blood & Oil                                                                 | Hap Briggs                     | 10エピソード、製作総指揮                      | N/A                                        |
| 2016      | Trip Tank                                                                   | Johnny Bahama                  | 1エピソード、アニメ 声の出演                  | N/A                                        |
| 2017      | A Series of Unfortunate Events                                              | Sir                            | 2エピソード                                   | N/A                                        |
| 2017      | Sick Note〜診断書で人生復活?!〜 Sick Note                                   | ケニー・ウェスト               | 6エピソード                                   | TBA                                        |
| 2018      | LA to Vegas                                                                 | Jack Silver                    | 1エピソード                                   | N/A                                        |
| 2019      | ウォッチメン Watchmen                                                       | ジャッド・クロフォード         | 7エピソード                                   | 内田直哉                                   |
| 2020      | Nash Bridges                                                                | Nash Bridges                   |                                               | N/A                                        |
| 2021-2022 | Kenan                                                                       | Rick                           |                                               | N/A                                        |